# Michael Jakob (Fußballspieler)
Michael Jakob (* 13. Juni 1946) ist ein ehemaliger deutscher Fußballspieler. Für den SC Dynamo Berlin bzw. den BFC Dynamo spielte er in der DDR-Oberliga, der höchsten Spielklasse im DDR-Fußball.

## Sportliche Laufbahn
Seine ersten Spiele in der DDR-Oberliga bestritt 19-jährige Michael Jakob in der Saison 1965/66. Nachdem er ein Spiel für die Fußballsektion des SC Dynamo Berlin bestritten hatte, wechselte er mit der Oberligamannschaft im Januar 1966 zum neu gegründeten BFC Dynamo. Bis zum Saisonende wurde er vom BFC in weiteren neun Oberligabegegnungen eingesetzt. In den folgenden Spielzeiten kam Jakob nicht über den Status eines Ersatzspielers hinaus. Als der BFC 1967 aus der Oberliga absteigen musste, hatte Jakob lediglich sechs Spiele in der Oberliga absolviert. Auch in der DDR-Liga-Saison bestritt er nur sechs Punktspiele und war damit nur marginal am sofortigen Wiederaufstieg der Berliner beteiligt. Hauptsächlich spielte er mit der zweiten Mannschaft in der drittklassigen Bezirksliga, mit der er den Aufstieg in die DDR-Liga feiern konnte. Die Saison 1968/69 begann Jakob zunächst mit der zweiten BFC-Mannschaft in der DDR-Liga. Nachdem er dort bei sechs Einsätzen sieben Tore erzielt hatte, wurde er im zehnten Punktspiel der ersten Mannschaft wieder in der Oberliga eingesetzt. Anschließend bestritt er weitere fünfzehn Oberligaspiele und erzielte, hauptsächlich als Linksaußenstürmer aufgeboten, drei Tore. Trotz dieser erfolgreichen Bilanz wurde Jakob nach der Saison beim BFC entlassen und an dessen Außenstelle FSG Dynamo Frankfurt abgegeben. Die FSG spielte mit Jakob zwei Spielzeiten in der Bezirksliga, bis 1971 der Aufstieg in die DDR-Liga gelang. Daraufhin wurde die FSG Dynamo nach Fürstenwalde/Spree versetzt und trat dort künftig unter der Bezeichnung SG Dynamo Fürstenwalde an. In den folgenden zwei Spielzeiten bestritt Jakob für die SG Dynamo 32 der 44 DDR-Liga-Spiele und wurde 1973 mit vierzehn Treffern Torschützenkönig der Spielgemeinschaft. Anschließend wechselte er innerhalb der DDR-Liga zum 1. FC Union Berlin, der zuvor aus der Oberliga abgestiegen war. Mit 19 von 22 Punktspieleinsätze und als erneuter Torschützenkönig mit 14 Treffern verhalf Jakob den Unionern zum Staffelsieg. Obwohl er in der Aufstiegsrunde in sechs der acht Qualifikationsspiele eingesetzt wurde und mit vier Toren die meisten Treffer für die Berliner erzielt hatte, verpasste Union als Dritter die Rückkehr in die Oberliga. 1974/75 konnte Jabob nur dreizehn der 22 Ligaspiele bestreiten. Union erreichte wieder die Aufstiegsrunde, in der Jakob vier der acht Aufstiegsspiele absolvierte, kam diesmal aber nur auf dem letzten Platz ein. Danach verließ Jakob den 1. FC Union und schloss sich dem Ost-Berliner DDR-Ligisten EAB Lichtenberg 47 an. In seiner ersten Lichtenberger Saison 1975/76 kam er in alle 22 Punktspielen zum Einsatz und erzielte dreizehn Treffer, mit denen er zum dritten Mal bester Torschütze einer Mannschaft wurde. Seine letzte Spielzeit in der DDR-Liga bestritt Jakob als 30-Jähriger 1976/77. Er wurde noch einmal in fünfzehn Punktspielen eingesetzt und kam diesmal nur noch zu einem Torerfolg. Da Lichtenberg nach der Saison aus der DDR-Liga abstieg, kehrte Jakob nicht mehr zum höherklassigen Fußball zurück. In zwölf Spielzeiten zwischen 1965 und 1977 hatte er 32 Oberligaspiele mit sechs Toren und 113 DDR-Ligaspiele mit 62 Toren bestritten.